# Vale do Anari
Vale do Anari est une municipalité brésilienne située dans l'État du Rondônia.